# 에스미역
에스미역(일본어: 江住駅, えすみえき)은 일본 와카야마현 니시무로군 스사미정에 있는, 서일본 여객철도의 철도역이다. 기세이 본선이 지나가며, 기노쿠니 선 소속 열차들을 이용할 수 있다.

## 역 구조
섬식 1면 2선 구조의 지상역으로, 열차끼리의 교행이 가능하다. 역사는 선로 남쪽에 있으며, 승강장과는 건널목으로 이어져있다. 역사 안의 벤치에는 지역 주민들이 손수 만든 방석이 깔려있다.
신구역이 관리하는 무인역으로 자동발권기와 승차역 증명서 발행기는 없다.

### 승강장
| 1 | ■ 기노쿠니 선 | 기이타나베 · 와카야마 방면 |
| 2 | ■ 기노쿠니 선 | 구시모토 · 신구 방면       |

## 역세권 정보
- 스사미정사무소 에스미 출장소
- 국도 제42호선

## 역사
- 1938년 9월 7일 - 일본국유철도의 역으로 개업하였다.
- 1940년 8월 8일 - 에스미 역에서 구시모토역까지 노선이 연장되었다.
- 1987년 4월 1일 - 민영화에 따라 서일본 여객철도의 소속이 되었다.

## 인접역
| 서일본 여객철도 기세이 본선 | 서일본 여객철도 기세이 본선 | 서일본 여객철도 기세이 본선 |
| --------------------------- | --------------------------- | --------------------------- |
| 와부카 신구 방면            | ■ 기노쿠니 선 보통          | 미로즈 와카야마 방면        |